# توماس ر. هورتون
توماس ر. هورتون هو محامي وقاضي وسياسي أمريكي، ولد في 18 أبريل 1823 في فلوتونفيل في الولايات المتحدة، وتوفي في 26 يوليو 1894. نشط حزبياً في الحزب الجمهوري. وقد انتخب عضو مجلس النواب الأمريكي ‏.